# Elmshorn Fighting Pirates
I Elmshorn Fighting Pirates sono una squadra di football americano di Elmshorn, fondata nel 1991.
Avrebbero dovuto giocare la German Football League 2020, annullata però a causa della pandemia di COVID-19 del 2019-2021.

## Dettaglio stagioni

### Tornei nazionali

#### Campionato

##### GFL2
| Stagione | regular season | regular season | regular season | regular season | regular season | regular season | playoff | playoff | playoff | playoff | playoff | playoff    | playoff            |
|          | Vin            | Par            | Per            | Tot            | PF             | PS             | Vin     | Per     | Tot     | PF      | PS      | risultato  | avversaria         |
| -------- | -------------- | -------------- | -------------- | -------------- | -------------- | -------------- | ------- | ------- | ------- | ------- | ------- | ---------- | ------------------ |
| 2014     | 1              | 0              | 13             | 14             | 236            | 596            | -       | -       | -       | -       | -       | -          | -                  |
| 2015     | 2              | 0              | 12             | 14             | 320            | 624            | -       | -       | -       | -       | -       | Retrocessi | -                  |
| 2018     | 8              | 0              | 6              | 14             | 538            | 466            | -       | -       | -       | -       | -       | -          | -                  |
| 2019     | 12             | 0              | 2              | 14             | 561            | 279            | 2       | 0       | 2       | 81      | 35      | Promossi   | Düsseldorf Panther |
| Totale   | 23             | 0              | 33             | 56             | 1655           | 1965           | 2       | 0       | 2       | 81      | 35      |            |                    |

##### Regionalliga
| Stagione | regular season | regular season | regular season | regular season | regular season | regular season | playoff | playoff | playoff | playoff | playoff | playoff    | playoff    |
|          | Vin            | Par            | Per            | Tot            | PF             | PS             | Vin     | Per     | Tot     | PF      | PS      | risultato  | avversaria |
| -------- | -------------- | -------------- | -------------- | -------------- | -------------- | -------------- | ------- | ------- | ------- | ------- | ------- | ---------- | ---------- |
| 1998     | 7              | 0              | 3              | 10             | 249            | 167            | -       | -       | -       | -       | -       | -          | -          |
| 1999     | 0              | 0              | 10             | 10             | 0              | 200            | -       | -       | -       | -       | -       | Retrocessi | -          |
| 2004     | 6              | 2              | 2              | 10             | 276            | 164            | -       | -       | -       | -       | -       | -          | -          |
| 2005     | 8              | 0              | 2              | 10             | 358            | 132            | -       | -       | -       | -       | -       | -          | -          |
| 2006     | 9              | 0              | 1              | 10             | 157            | 134            | -       | -       | -       | -       | -       | -          | -          |
| 2007     | 4              | 0              | 6              | 10             | 114            | 131            | -       | -       | -       | -       | -       | -          | -          |
| 2008     | 1              | 0              | 11             | 12             | 159            | 421            | -       | -       | -       | -       | -       | Retrocessi | -          |
| 2012     | 5              | 0              | 3              | 8              | 135            | 177            | -       | -       | -       | -       | -       | -          | -          |
| 2013     | 8              | 0              | 4              | 12             | 446            | 201            | -       | -       | -       | -       | -       | Promossi   | -          |
| 2016     | 6              | 0              | 2              | 8              | 235            | 106            | -       | -       | -       | -       | -       | -          | -          |
| 2017     | 11             | 0              | 1              | 12             | 444            | 164            | 1       | 1       | 2       | 52      | 49      | Promossi   | [ 2 ]      |
| Totale   | 65             | 2              | 45             | 112            | 2573           | 1997           | 1       | 1       | 2       | 52      | 49      |            |            |

##### Oberliga
| Stagione | regular season | regular season | regular season | regular season | regular season | regular season | playoff | playoff | playoff | playoff | playoff | playoff                | playoff            |
|          | Vin            | Par            | Per            | Tot            | PF             | PS             | Vin     | Per     | Tot     | PF      | PS      | risultato              | avversaria         |
| -------- | -------------- | -------------- | -------------- | -------------- | -------------- | -------------- | ------- | ------- | ------- | ------- | ------- | ---------------------- | ------------------ |
| 1997     | 12             | 0              | 0              | 12             | 544            | 77             | -       | -       | -       | -       | -       | Promossi               | -                  |
| 2003     | 9              | 0              | 1              | 10             | 393            | 77             | -       | -       | -       | -       | -       | Promossi               | -                  |
| 2009     | 4              | 0              | 4              | 8              | 228            | 187            | -       | -       | -       | -       | -       | -                      | -                  |
| 2010     | 4              | 0              | 4              | 8              | 187            | 154            | -       | -       | -       | -       | -       | -                      | -                  |
| 2011     | 4              | 1              | 1              | 6              | 95             | 45             | 1       | 1       | 2       | 54      | 49      | Promossi/Secondo posto | Göttingen Generals |
| Totale   | 33             | 1              | 10             | 44             | 1447           | 540            | 1       | 1       | 2       | 54      | 49      |                        |                    |

##### Landesliga/Verbandsliga
| Stagione | regular season | regular season | regular season | regular season | regular season | regular season | playoff | playoff | playoff | playoff | playoff | playoff   | playoff    |
|          | Vin            | Par            | Per            | Tot            | PF             | PS             | Vin     | Per     | Tot     | PF      | PS      | risultato | avversaria |
| -------- | -------------- | -------------- | -------------- | -------------- | -------------- | -------------- | ------- | ------- | ------- | ------- | ------- | --------- | ---------- |
| 1992     | 1              | 0              | 11             | 12             | 68             | 604            | -       | -       | -       | -       | -       | -         | -          |
| 1993     | 3              | 1              | 4              | 8              | 105            | 97             | -       | -       | -       | -       | -       | -         | -          |
| 1994     | 3              | 0              | 7              | 10             | 163            | 263            | -       | -       | -       | -       | -       | -         | -          |
| 1995     | 6              | 0              | 6              | 12             | 291            | 200            | -       | -       | -       | -       | -       | -         | -          |
| 1996     | 8              | 0              | 4              | 12             | 369            | 255            | -       | -       | -       | -       | -       | Promossi  | -          |
| 2001     | 7              | 1              | 4              | 12             | 341            | 138            | -       | -       | -       | -       | -       | -         | -          |
| 2002     | 9              | 1              | 0              | 10             | 403            | 47             | -       | -       | -       | -       | -       | Promossi  | -          |
| Totale   | 37             | 3              | 36             | 76             | 1740           | 1604           | -       | -       | -       | -       | -       |           |            |

### Riepilogo fasi finali disputate
| Anno                        | Luogo               | Evento | Fase del torneo      | Incontro                                       | Risultato        |
| 21 settembre-5 ottobre 2019 | Düsseldorf/Elmshorn | GFL2   | Spareggio promozione | Düsseldorf Panther - Elmshorn Fighting Pirates | 14 - 47; 21 - 34 |